# Ardor (The Opium Cartel)
Ardor is het tweede studioalbum van The Opium Cartel. Na de goede ontvangst binnen de progressieve rock van debuutalbum Night Blooms duurde het vier jaar voordat er nieuw repertoire kwam van deze Noorse muziekgroep. De leider van de opnamen en band Jacob Holm-Lupo spendeerde zijn tijd met uitgaven en heruitgaven van zijn  “vaste band” White Willow. De musici werden voornamelijk gezocht binnen de Noorse progressieve rock. Opvallende artieste binnen dit album is Venke Knutson, die met diverse hits in de Noorse hitlijsten heeft gestaan. De band kondigde zelf aan dat als inspiratie diende de muziek van Japan, Roxy Music, Prefab Sprout, The Blue Nile met Sandy Denny en Nick Drake. 
Motto van het album is "Reason corrects the feverish heart", afkomstig uit de roman Ada or Ardor van Vladimir Nabokov. De opnamen voor het ingetogen album kwamen tot stand in de The Dude Ranch, de geluidsstudio van Holm-Lupo, Roth Händle van Olsson en LFF van Frøislie. Ook diverse zangers uit dit project namen opnamen voor hun rekening.

## Musici
- Jacob Holm-Lupo – gitaar, basgitaar, toetsinstrumenten, elektronische percussie
- Mattias Olsson – slagwerk, elektronisch slagwerk, toetsinstrumenten waaronder mellotron, bowed gitaar, klokken
- Venke Knutson – zang op Kissing moon, When we dream, Revenant, The waiting ground, Then came the last days of may
- Alexander Stenerud – zang op When we dream, Northern rains, White wolf
- Rhys Marsh – zang op Kissing moon, The waiting ground
- Tim Bowness – zang op Silence instead
- Stephen James Bennett- zang op Mariner, come in, toetsinstrumenten
- Lars Fredrik Frøislie – toetsinstrumenten
- Ketil Vestrum Einarsen – dwarsfluit op Silence instead, white wolf, fujara op Revenant
- Ellen Andrea Wang – contrabas op Then came the last days of may
- Harard Lassen – saxofoon op Mariner, come in

## Muziek
| Nr. | Titel                                          | Duur  |
| --- | ---------------------------------------------- | ----- |
| 1.  | Kissing moon (Holm-Lupo)                       | 5:53  |
| 2.  | When we dream (Holm-Lupo)                      | 5:40  |
| 3.  | Silence instead (Holm-Lupo)                    | 4:18  |
| 4.  | Northern rains (Holm-Lupo)                     | 4:31  |
| 5.  | Revenant (Holm-Lupo)                           | 3:22  |
| 6.  | White wolf (Holm-Lupo)                         | 6:17  |
| 7.  | The waiting ground (Holm-Lupo)                 | 5:58  |
| 8.  | Then came the last days of may (Donald Roeser) | 4:21  |
| 9.  | Mariner, come in (Holm-Lupo, Bowness)          | 10:59 |